# Irina Grecco
Irina Grecco (São Paulo 25 de agosto de 1937 – São Paulo, 5 de julho de 2009) foi uma atriz brasileira. Deixou a carreira em 1975 e se tornou professora na Escola de Teatro Célia Helena.

## Biografia e carreira
Irina começou sua carreira no cinema, em 1956, em Doutora É muito Viva. Dois anos depois, participou de Macumba na Alta. Em 1962, atuou em Copacabana Palace. No teatro, teve atuações marcantes em Alô! 36-5499 (1958), Pic-Nic (1959). Estreou na televisão na recém-inaugurada TV Excelsior, em 1963, com Pedro Mico. Naquele mesmo ano, participou, na TV Record, da telessérie de Roberto Freire Gente como a Gente. No ano seguinte, continuou na Record, onde fez as telenovelas Banzo e Renúncia.
De volta à Excelsior, atuou em Uma Sombra em Minha Vida (1964); em 1965, Vidas Cruzadas e A Ilha dos Sonhos Perdidos; dois anos depois protagonizou, com Altair Lima, O Morro dos Ventos Uivantes, adaptação do clássico de Emily Brontë; no ano seguinte, atuou em Legião dos Esquecidos. Nesse meio-tempo, atuou nos palcos com A Grande Chantagem e Megera Domada (1965), Oh! Que Delícia de Guerra (1966) e Marat-Sade (1967). Em 1969, foi contratada pela TV Bandeirantes, onde fez Era Preciso Voltar e o teleteatro Esmeraldina e Otaciana. Voltou às telas do cinema em 1968, com Parafernália, o Dia da Caça, no papel de Letícia. Em 1974 foi a vez do retorno aos palcos com Lulu, e em 1975 com Electra.
Deixou a carreira em 1975 e se tornou professora na Escola de Teatro Célia Helena.

## Vida pessoal
Irina Greco foi casada com o ator Armando Bógus.

## Filmografia

### Televisão
| Ano  | Título                      | Personagem         | Nota                  |
| ---- | --------------------------- | ------------------ | --------------------- |
| 1982 | O Pátio das Donzelas        | —                  | [ 3 ]                 |
| 1975 | Teatro 2                    | —                  | Episódio: "Electra"   |
| 1969 | Era Preciso Voltar          | Diana              |                       |
| 1968 | Legião dos Esquecidos       | Isabel             |                       |
| 1967 | O Morro dos Ventos Uivantes | Catarina           |                       |
| 1965 | Vidas Cruzadas              | Nina               |                       |
| 1965 | A Ilha dos Sonhos Perdidos  | Débora             |                       |
| 1964 | Uma Sombra em Minha Vida    | Neusa              |                       |
| 1964 | Renúncia                    | Ângela             |                       |
| 1964 | Banzo                       | Fernanda Duarte    |                       |
| 1963 | Gente como a Gente          | —                  |                       |
| 1963 | Pedro Mico                  | —                  |                       |
| 1959 | La Bellé Époque             | —                  |                       |
| 1957 | Grande Teatro Tupi          | Vários Personagens | 1957-1959 3 episódios |

### Cinema
| Ano  | Título                      | Personagem        |
| ---- | --------------------------- | ----------------- |
| 1970 | Parafernália, o Dia da Caça | Letícia           |
| 1962 | Copacabana Palace           | Jovem no carnaval |
| 1958 | Macumba na Alta             | Zuzú              |
| 1957 | Doutora é Muito Viva        | Nélia             |

## Teatro
| Ano  | Título                              |
| ---- | ----------------------------------- |
| 1975 | Electra                             |
| 1974 | Lulu                                |
| 1971 | Hans Staden no País da Antropofagia |
| 1967 | Marat/Sade                          |
| 1966 | Oh, que Delícia de Guerra!          |
| 1965 | A Grande Chantagem                  |
| 1965 | A Megera Domada                     |
| 1959 | Pic-Nic                             |
| 1958 | Alô!...36-5499                      |
| 1955 | Precisa-se de um Presidente         |